# Grégory Wimbée
Grégory Wimbée (ur. 19 sierpnia 1971 w Essey-lès-Nancy) – francuski piłkarz występujący na pozycji bramkarza.

## Kariera
Wimbée jest wychowankiem INF Clairefontaine. W 1990 roku trafił do pierwszoligowego AS Nancy. W ciągu pierwszych dwóch sezonów nie udało mu się zadebiutować w barwach tego klubu. W 1992 roku, po spadku jego drużyny do drugiej ligi, wypożyczono go do innego drugoligowca – OFC Charleville. Przez dwa lata rozegrał tam łącznie 75 spotkań. W 1994 roku powrócił do zespołu Nancy, z którym w 1996 roku awansował do pierwszej ligi. Zadebiutował w niej 9 sierpnia 1996 w przegranym 1:2 pojedynku z AS Cannes. 28 listopada 1996 w zremisowanym 1:1 spotkaniu z RC Lens strzelił swojego jedynego gola w karierze. Był to gol zdobyty po dośrodkowaniu z rzutu różnego. W 1997 roku spadł z Nancy do drugiej ligi i wówczas odszedł z klubu.
Następnie został graczem pierwszoligowego AS Cannes. Pierwszy ligowy mecz rozegrał tam 2 sierpnia 1997 przeciwko En Avant Guingamp (1:3). W 1998 roku, po spadku Cannes do drugiej ligi, Wimbée przeszedł do Lille OSC, podobnie jak Cannes, grającego w Ligue 2. W 2000 roku awansował z Lille do pierwszej ligi, a rok później zajął w niej 3. miejsce. W sezonie 2001/2002 wraz z klubem występował w rozgrywkach Ligi Mistrzów. Po fazie grupowej odpadł z nim z niej jednak do Pucharu UEFA, który Lille zakończyło na 1/8 finału. Zawodnikiem tego klubu Wimbée był do 2004 roku.
Potem podpisał kontrakt z innym pierwszoligowcem – FC Metz. Zadebiutował tam 7 sierpnia 2004 wygranym 1:0 pojedynku z FC Nantes. W Metz spędził dwa lata, a w 2006 roku, a po spadku klubu do Ligue 2, odszedł do innego zespołu tej ligi – Grenoble Foot 38. W 2008 roku awansował z nim do pierwszej ligi. W Grenoble przez 3 lata rozegrał 111 spotkań. W 2009 roku przeszedł do Valenciennes FC, również grającego w ligue 1. W 2011 roku zakończył tam karierę.
W Ligue 1 rozegrał 281 spotkań i zdobył 1 bramkę.
| Sezon   | Klub             | Kraj    | Rozgrywki | Mecze | Bramki |
| ------- | ---------------- | ------- | --------- | ----- | ------ |
| 1990/91 | AS Nancy         | Francja | Ligue 1   | 0     | 0      |
| 1991/92 | AS Nancy         | Francja | Ligue 1   | 0     | 0      |
| 1992/93 | OFC Charleville  | Francja | Ligue 2   | 33    | 0      |
| 1993/94 | OFC Charleville  | Francja | Ligue 2   | 42    | 0      |
| 1994/95 | AS Nancy         | Francja | Ligue 2   | 42    | 0      |
| 1995/96 | AS Nancy         | Francja | Ligue 2   | 40    | 0      |
| 1996/97 | AS Nancy         | Francja | Ligue 1   | 36    | 1      |
| 1997/98 | AS Cannes        | Francja | Ligue 1   | 11    | 0      |
| 1998/99 | Lille OSC        | Francja | Ligue 2   | 31    | 0      |
| 1999/00 | Lille OSC        | Francja | Ligue 2   | 35    | 0      |
| 2000/01 | Lille OSC        | Francja | Ligue 1   | 32    | 0      |
| 2001/02 | Lille OSC        | Francja | Ligue 1   | 31    | 0      |
| 2002/03 | Lille OSC        | Francja | Ligue 1   | 32    | 0      |
| 2003/04 | Lille OSC        | Francja | Ligue 1   | 35    | 0      |
| 2004/05 | FC Metz          | Francja | Ligue 1   | 37    | 0      |
| 2005/06 | FC Metz          | Francja | Ligue 1   | 30    | 0      |
| 2006/07 | Grenoble Foot 38 | Francja | Ligue 2   | 38    | 0      |
| 2007/08 | Grenoble Foot 38 | Francja | Ligue 2   | 36    | 0      |
| 2008/09 | Grenoble Foot 38 | Francja | Ligue 1   | 37    | 0      |
| 2009/10 | Valenciennes FC  | Francja | Ligue 1   | 1     | 0      |
| 2010/11 | Valenciennes FC  | Francja | Ligue 1   | 0     | 0      |